# Thliptoceras althealis
Thliptoceras althealis là một loài bướm đêm trong họ Crambidae.